# 中華人民共和国の政党一覧
中華人民共和国の政党一覧（ちゅうかじんみんきょうわこくのせいとういちらん）では、中華人民共和国（以下、中国と表記）が統治する区域の内、特別行政区が設置されている地域（香港・マカオ）以外の、中国政府が直接統治する区域であるいわゆる中国大陸における政党のあり方について説明する。

## 概要
中華人民共和国憲法第35条は、中国国民が結社の自由を権利として有していると規定している。しかし同時に憲法前文は、国民が人民民主主義に基づいて、中国共産党の指導で統一戦線を結成し、国家の統一と団結を守る事を規定している。これは、「北京の春」と称される中国民主化運動を受けて鄧小平が提唱した四つの基本原則に基づいたもので、中国共産党による独裁体制の維持を目的としている。
そのため、1949年以降の現代中国において、中国共産党政府は「中国の統一と団結を守る」ことを理由に、建国以前から存在する民主党派を除き如何なる党派であろうともその新規成立を厳しく規制している。このような状況は、共産主義者の反乱に対応するための戒厳体制である動員戡乱時期臨時条款を理由に、新規の政党結成を禁止（党禁）していた、台湾の中華民国政府の事例と類似している。
「中国の政党」と言った場合、香港・マカオの政党は一般的に含まれない。それは、両地域が基本法に基づく域内自治が認められた特別行政区であり、それぞれの立法会における複数政党制の維持と、それぞれの住民に対する結社の自由の適用が認められているからである。各地域の政党の詳細については、下記参照のこと。

## 合法政党
1949年の中華人民共和国建国以降、中国大陸に合法的な政党として、中国共産党と、民主党派（みんしゅとうは）に属する8党が存在している。
2009年に賈慶林・共産党中央政治局常務委員が人民日報に寄せた『中国の特色ある社会主義路線の上で、中国共産党の指導する多党協力と政治協商制度を不断に整備し、発展させる』によれば、「中国共産党の指導する多党協力と政治協商制度は、西側の二大政党制や多党制のような、一方が政権に就けばもう一方が下野する権力争奪型の政党関係とも、一党制のような権力独占型の政党関係とも異なり、民主的に協議し、互いの心の底まで打ち明けて親しく交わる、斬新な協力型の政党関係なのである」と主張されており、「各民主党派と無党派の人々は、中国共産党による指導を自ら進んで受け入れ、中国共産党と親密に協力し、中国の革命・建設・改革事業に共に力を尽くしているのである」とされている。

### 中国共産党
中国共産党は、中華人民共和国憲法にて「国家を指導（領導）する存在」と規定される中国唯一の与党である。略称は中共（ちゅうきょう）で、中国国内外の中国語話者によって広く使われている。
憲法上、中国共産党の指導は「中国の各民族人民」にまで及ぶ。そのため中国共産党は行政の国務院、立法の全人代等、司法の最高人民法院、軍部の人民解放軍といった公権力だけでなく、国有か私有に関わらず職場、労働組合の総工会、学校や各種教育組織、地域や文化に基づく各種団体のNPOやNGOなどあらゆる階層の社会集団に党の基礎組織となる「細胞」を置いて中国共産党の意思決定を「指導」している。以上の現状から、中国大陸において何らかの活動する場合はたとえ非政治的な市民活動でも中国共産党の直接的または間接的な介入を受ける可能性が常に存在している。

### 民主党派
民主党派とは、中国大陸に存続する合法的な政党のうち、中国共産党を除いた8つの政党の総称である。いずれの党も中華人民共和国が建国された1949年10月1日以前に結党されており、憲法前文で新民主主義革命達成と社会主義建設の過程で中国共産党と統一戦線を組んだ存在とされている。
中国共産党の憲法解釈によれば、中国共産党と民主党派との関係は、「与党と野党」の関係ではなく、「執政党（支配政党）と参政党（連立与党や閣外協力）」の関係とされる。具体的に、民主党派は中国人民政治協商会議を通じて国政の事務に参与し、監督を行うことで、共産党の執政に対する補佐を行なう。ただし、民主党派は国政に参与する過程で中国共産党の代わりに国家を指導（執政）する立場を狙うことはできず、あくまで中国共産党の補佐役に徹する。実際、民主党派各党の綱領は中国共産党の指導を受け入れる事が明記されており、民主党派は中国共産党にとっての衛星政党でしかない。
民主党派に属する8党は、下記の通りである。中国国内で民主党派を列記する順番は常に下記の順番となっているが、これは新民主主義革命に対する各党の貢献の大きさに基づくとされている。
| 序列 | 政党                 | 略称   | 主席   | 全人大議席数 | 全人大常委会議席数 | 党員数                    | 省級党組織数 | 設立時期   |
| ---- | -------------------- | ------ | ------ | ------------ | ------------------ | ------------------------- | ------------ | ---------- |
| 1    | 中国国民党革命委員会 | 民革   | 鄭建邦 | 44           | 5                  | 131,410 · (2017年)        | 30           | 1948年1月  |
| 2    | 中国民主同盟         | 民盟   | 丁仲礼 | 58           | 8                  | 309,000 · (2016年12月)    | 30           | 1941年10月 |
| 3    | 中国民主建国会       | 民建   | 郝明金 | 56           | 2                  | 193,000 · (2018)          | 30           | 1945年12月 |
| 4    | 中国民主促進会       | 民進   | 蔡達峰 | 54           | 5                  | 170,000 · (2018)          | 29           | 1945年12月 |
| 5    | 中国農工民主党       | 農工党 | 何維   | 54           | 6                  | 173,000 · (2017)          | 30           | 1930年8月  |
| 6    | 中国致公党           | 致公党 | 蒋作君 | 38           | 3                  | 50,000 · (2018年)         | 20           | 1925年10月 |
| 7    | 九三学社             | 九三   | 武維華 | 64           | 7                  | 183,710 · (2019年6月30日) | 30           | 1946年5月  |
| 8    | 台湾民主自治同盟     | 台盟   | 蘇輝   | 11           | 3                  | 3000 · (2018年)           | 19           | 1947年11月 |

2007年に、中国致公党副主席の万鋼が閣僚相当の科学技術部部長に就任し、傅作義以来35年ぶりに共産党員ではない人物が部長職に就いて話題となった。その後も陳竺（中国農工民主党、衛生部長）、黄潤秋（九三学社、生態環境部長）が部長職に就任した。

## 非合法党派
建国以来、中国共産党の指導下で「中国の統一と団結」を守るため、中国政府は新規政党の結成を認めず、国務院民政部への政党登録の申請が出てもこれを拒否・弾圧している。また、一部の政治活動家らは「民間の一般組織」という体裁で団体を立ち上げているが、中国共産党の施策に批判的な団体はいずれも設立直後に中国当局によって取締りを受けている。そのため、現存する反政府（中共）系の政党・団体はいずれも中国国外を拠点に活動しており、中国国内では主だった活動をできていない。
- 中国大陸にて公の場で結党を宣言した政党

1. 中国民主党 - 1998年結党、民政部へ政党登録申請するも、同年中に主要構成員が逮捕される。2004年以降は、アメリカを中心に中国国外で複数の後継団体が別個に活動中。
2. 中国泛藍連盟 - 2004年設立。2007年の代表逮捕後に大陸での具体的な活動実績はないが、後続ウェブサイトが2012年以降も活動中。
3. 中国新民党 - 2007年結党宣言。2008年の党首逮捕後は活動実績無し。
4. 中国毛沢東主義共産党（中文版） - 2009年結党宣言。同年中の党員逮捕後は活動実績無し。
5. 中国至憲党 - 2013年結党宣言。同年中に北京市当局が「非合法団体」として取り締まりを宣言。それ以降に具体的な活動実績無し。

- 中国国外で設立を宣言した政党・団体

1. 民主中国陣線 - 1989年にフランスで設立宣言。現在はアメリカ合衆国を中心に中国国外で活動。
2. 中国社会民主党 - 2007年にアメリカのカリフォルニア州にて結党宣言。アメリカや香港を中心に活動。